# Grégoire Eloy
Grégoire Eloy (* 1971 v Cannes) je francouzský dokumentární fotograf působící na volné noze. V roce 2021 vyhrál cenu Niépce Gens d'Images.

## Životopis
Grégoire Eloy se narodil v Cannes v roce 1971 a v letech 1989 až 1993 absolvoval magisterské studium a získal diplom DESS v oboru management na pařížské fakultě IX-Dauphine. Fotografií se jako samouk zabývá od roku 1994.
Působil ve finančním sektoru ve Spojených státech, kde objevil kouzlo černobílé fotografie, poté v Londýně, Paříži a Curychu, než v roce 2003 postoupil na pozici nezávislého dokumentárního fotografa.
V letech 2003 až 2005 byl asistentem Stanleyho Greena. „Ponořil jsem se s ním do jeho kontaktních náhledů, do jeho krabic s tisky, doprovázel jsem ho během reportáží. Otevřelo mi to oči pro moji vlastní práci a naučilo mě to, jak pracovat v terénu.“
Grégoire Eloy cestoval deset let po zemích východní Evropy a střední Asie za dlouhodobými projekty týkajícími se sovětského dědictví a válek na jižním Kavkaze, jejichž výsledkem byla produkce série Les Oubliés du Pipeline o 800 000 uprchlíci žijící podél druhého největšího potrubí na světě v roce 2006, a Ressac o rybářích v Aralském moři, uskutečněné během čtyř cest v letech 2008 až 2013 v Kazachstánu a Uzbekistánu.
Praktikuje klasickou fotografii na film a zhotovuje vlastní černobílé tisky.
Od roku 2010 spolupracoval s vědeckou komunitou na pařížském astrofyzikálním institutu, CEA a modanské podzemní laboratoři na trilogii o vědě o hmotě, která byla předmětem řady monografických publikací, z nichž jako první byly publikovány dva opusy, A Black Matter a The Fault. Při realizaci třetí části, De Glace, doprovázel glaciology, „zkoumající hmotu ledovců Pyrenejí a polárních oblastí.“
Od roku 2015 realizoval Grégoire Eloy umělecké pobyty v přírodním prostředí, během nichž se zajímal o vztah člověka k životnímu prostředí a divočině: rezidence Guernsey Photography Festival (2016–2017), Tbilisi Photo Festival (2018–2020) , Champ des Impossibles (2020–2022) a na festivalu L'Homme et la Mer du Guilvinec (2021).
V roce 2017 cestoval s třiceti dalšími fotografy z kolektivu Tendance Floue, jehož je členem od roku 2016, pěšky po Francii, což je cesta, která vyvrcholí vydáním knihy Azimut: une marche photographique en France (Azimut: fotografická procházka po Francii).
Grégoire Eloy získal v roce 2021 cenu Niépce Gens d'Images. Sponzoroval jej fotograf Philippe Guionie.

## Výstavy a projekce
Neúplný seznam
- 2005: Wizowa – Impressions d'Est, Fotofestiwal Łódź, Polsko
- 2006: Wizowa – Impressions d'Est, galerie Confluences, Paříž[14]
- 2007: Les oubliés du pipeline, Galerie Faits & Causes, Paříž[15][16]
- 2007: Les oubliés du pipeline, projection au festival Visa pour l’Image de Perpignan
- 2017: Noorderlicht Photofestival[3]
- 2018: Guernsey, Guernsey Photography Festival[17]
- 2019: The Birds’ Nesters, Tbilisi Photo Festival[18]
- 2021: L’Estran, Festival L’Homme et la Mer du Guilvinec[11]

## Publikace
Neúplný seznam
- Grégoire Eloy. Les oubliés du pipeline. [s.l.]: [s.n.], 2008. ISBN 978-2952922838.
- Grégoire Eloy. A Black Matter - Journal. [s.l.]: [s.n.], 2012. ISBN 978-9198040517.
- Grégoire Eloy. The Fault. [s.l.]: [s.n.], 2017. ISBN 979-10-90306-60-8.
- Collectif. Azimut: une marche photographique en France. [s.l.]: [s.n.], 2020. ISBN 978-2845978218.[19][20]

## Dokumentární
- Gardiens du Caucase (Strážci Kavkazu), dokument, Sibylle d’Orgeval a Grégoire Eloy, Arte, Francie, 2020, 52 min

## Ocenění a uznání
- 2004: Bourse du Talent v kategorii Reportáž za sérii Wizowa Nouveaux contours de l’Europe[6][21]
- 2021: Résidence 1 + 2 Fotografie a věda, Toulouse[9][13]
- 2021: Prix Niépce Gens d'Images